# Harald Høffding
Harald Høffding (Copenhaguen, 11 de març de 1843 - 2 de juliol de 1931) fou un filòsof danès, molt reconegut al seu país.

## Vida i obra
Estudià filosofia i teologia i obtingué el doctorat el 1870 amb la tesi Den antike Opfattelse af Menneskets Villie (la concepció entre els antics de la voluntat de l'home). El 1880 fou nomenat professor extraordinari, el 1883 professor ordinari, de filosofia a la Universitat de Copenhaguen, de la qual fou rector el curs 1902-03.
En la seva obra fou influït per Søren Kierkegaard però es decantà després pel positivisme. Fou un autor molt prolífic amb nombrosos llibres i articles; també sobre ètica, psicologia, filosofia de la religió. Entre ells, també publicà estudis sobre altres autors com Kierkegaard, Rousseau, Bergson (que li va respondre amb una carta) o Spinoza.
La seva obra fou traduïda a l'alemany i l'anglès, cosa que la difongué per Europa. Entre els llibres més coneguts hi ha la història de la filosofia Den nyere Filosofis Historie (en alemany Geschichte der neueren Philosophie. Eine Darstellung der Geschichte der Philosophie von dem Ende der Renaissance bis zu unseren Tagen. 2 vol., Reisland, Leipzig 1895–1896 + 1921 i traduït a l'anglès a partir de la versió alemanya).
Fou membre corresponent de la secció de Ciències de l'Institut d'Estudis Catalans des de 1916 (té, de fet, el número 1 entre els membres corresponents).

## Publicacions
- Den engelske Filosofi i vor Tid (1874)
- Etik. En Fremstilling af de etiske Principper og deres Anvendelse på de vigtige Livsforhold (1876)
- Psychologi i Omrids paa Grundlag af Erfaring (ed. 1892)
- Psykologiske Undersøgelser (1889)
- Charles Darwin (1889)
- Kontinuiteten i Kants filosofiske Udviklingsgang (1893)
- Det psykologiske Grundlag for logiske Domme (1899)
- Religionsfilosofi (1901)
- Rousseau und seine Philosophie (1901)
- Mindre Arbejder (1899)
- Henri Bergson's Filosofi (1914)
- Totalitet som Kategori (1917)
- Spinoza's Ethica. Analyse og Karakteristik (1918)
- Ledende Tanker i det nittende Aarhundrede (1920)
- Den store Humor (1923)